# Carolinelund (Fredericia)
Carolinelund, (1822 – 1912), var den første bypark i Fredericia.
Parken blev blev anlagt af handelsgartner Sommer på Esplanaden ved Kastellet, og navngivet Carolinelund i 1829, til minde om ægteskabet mellem prinsesse Caroline, datter af Frederik den 6. og arveprins Ferdinand.
Anlægget blev udvidet i 1844 ved voldmester M. Jensen, som havde embedsbolig i Bøgely, beliggende tæt ved Carolinelund, i Kongensgade.
Carolinelund bestod til Superfos-koncernen i 1912, erhvervede arealerne, til efterfølgende industribebyggelse.

## Ekstern henvisning og kilde
- Budstikken, 25. oktober 2011,v side 22, Vidste du… ved voldmester Henning Møberg

|  | Denne artikel om en bygning eller et bygningsværk kan blive bedre, hvis der indsættes et (bedre) billede. Du kan hjælpe ved at afsøge Wikimedia Commons for et passende billede eller lægge et op på Wikimedia Commons med en af de tilladte licenser og indsætte det i artiklen. |

55°33′37.57″N 9°45′38.31″Ø / 55.5604361°N 9.7606417°Ø